# Schlegelella brevitalea
Schlegelella brevitalea es una bacteria gramnegativa del género Schlegelella. Fue descrita en el año 2019. Su etimología hace referencia a bacilo corto. Conocida anteriormente como Polyangium brachysporum y Caldimonas brevitalea. Es aerobia y móvil por flagelo polar. Tiene un tamaño de 0,4-0,6 μm de ancho por 1,2-2,5 μm de largo. Forma colonias translúcidas de color verde pálido, lisas y convexas. Temperatura de crecimiento entre 25-42 °C, óptima de 30-37 °C. Catalasa positiva y oxidasa negativa. Se ha aislado de una muestra de suelo en Grecia. 